# Peppermint Linux OS
Peppermint Linux OS è una distro linux basata su Debian, e Devuan che utilizza l'ambiente desktop XFCE.

## Storia
Peppermint OS è stato concepito per la prima volta al Black Rose Pub di Hendersonville, NC (North Carolina), USA durante una notte di bevute e discussioni sul futuro dei desktop GNU/Linux. Peppermint fu originariamente progettata per essere una distribuzione social-centrica. I build di sviluppo pre-alpha consistevano in una vasta gamma di potenziali direzioni: KDE, E17, Adobe Air e diverse basi durante i mesi di gennaio e febbraio 2010. Gli Alpha builds erano basati sul codice base di Lubuntu 10.04 e vennero avviati a marzo 2010. Peppermint fu poi rilasciato ad un piccolo gruppo di beta tester privati nell'aprile 2010, dove rimase tale fino alla prima pubblicazione ufficiale. Il 9 maggio 2010 venne rilasciato Peppermint One. In meno di una settimana furono effettuati oltre 25 000 download.
Presto diventerà troppo grande per il suo host web e passerà a VPS.NET. Quest'ultimo è diventato il primo sponsor ufficiale del progetto Peppermint. Il 20 giugno 2010 è stato rilasciato Peppermint Ice. Il 14 maggio 2019 è stato rilasciato Peppermint 10 basato su Lubuntu 18.04 LTS.
Dopo la morte del fondatore Mark Greaves avvenuta nel gennaio del 2020, il progetto è stato riscritto e dopo quasi 2 anni di gestazione è stata rilasciata la nuova versione di Peppermint OS 11 il 2 febbraio 2022 che, a differenza dei predecessori, presenta come nuova base Debian 11 "Bullseye" e come nuovo desktop di default XFCE nella nuova versione 4.16.

## Descrizione
Gli sviluppatori di Peppermint hanno scritto per i neofiti di GNU/Linux il codice che necessita di risorse hardware relativamente basse per l'esecuzione.
Peppermint OS viene fornito con alcune applicazioni native ed un'interfaccia desktop tradizionale. Ciò che ha reso originale Peppermint è il suo approccio alla creazione di un desktop ibrido che integra sia il cloud sia le applicazioni locali.
Al posto delle tradizionali applicazioni native per attività comuni viene fornito con l'applicazione Ice personalizzata per consentire agli utenti di creare browser specifici del sito (SSB). Una recente recensione del cloud riferita a Peppermint OS ha riferito, "La risposta di GNU/Linux al Chromebook di Google".
Con Peppermint OS il progetto open source Chromium viene utilizzato come un browser specifico del sito (SSB) per le applicazioni cloud, quindi, anziché aprire un browser e visitare un sito di applicazione, c'è un browser integrato nel sistema per un'applicazione. Il supporto per il browser Firefox (accanto ai browser Web Chromium e Chrome) è stato aggiunto alla personalizzazione. È possibile per gli utenti installare applicazioni da repository compatibili con Ubuntu, consentendo di eseguire applicazioni basate su cloud accanto al software desktop. Come qualsiasi altra distro GNU/Linux si possono installare pacchetti come LibreOffice, GIMP, VLC, Skype, ecc.
Viene fornito con mintInstall, Synaptic e GDebi per facilitare questo.
L'omonimo di Peppermint è Linux Mint.
Gli sviluppatori erano originariamente propensi ad utilizzare configurazioni e utilità provenienti da GNU/Linux. Ritenevano che il concetto dovesse essere una versione "piccante" di Mint, quindi il nome Peppermint divenne una scelta naturale. Mentre Linux Mint è noto per il suo desktop Cinnamon, Peppermint usa come desktop predefinito LXDE che è molto più leggero.